# Kevin Bruce Harris
Kevin Bruce Harris ist ein US-amerikanischer Jazz-Bassist.
Harris wurde Mitte der 1980er Jahre bekannt, als er im Kreis des New Yorker M-Base-Kollektivs um Steve Coleman, David Gilmore, Greg Osby, Geri Allen, Marvin Smitty Smith und Cassandra Wilson arbeitete. Er gehörte in dieser Zeit Colemans Band The Five Elements an und war an deren gleichnamigen Album (auf JMT, 1986) beteiligt.  1989 spielte er mit dem Pianisten Rod Williams und es entstand ein erstes Album unter eigenem Namen Kevin Harris & Militia auf dem TipToe-Label. 1990 arbeitete Harris mit dem Kornettisten Graham Haynes (What Time It be) und Vincent Chancey. 1990/91 begleitete er Cassandra Wilson auf ihren Alben Live  und After the Beginning Again, später auch auf dem Alben Sings Standards (2002). 1993 erschien ein zweites Album mit seiner Band Militia unter dem Titel And They Walked Amongst the People mit u. a. Jason Hwang und David Gilmore, 1994 das Album Folk Songs - Folk Tales. 
Kevin Bruce Harris ist weder zu verwechseln mit dem Tenorsaxophonisten Kevin Harris der Dirty Dozen Brass Band noch mit dem Jazzpianisten Kevin Harris.